# Brlobaš
Brlobaš (mađ. Szentborbás) je pogranično selo u južnoj Mađarskoj.
Zauzima površinu od 7,47 km četvornih.

## Zemljopisni položaj
Nalazi se na 45° 52' 30" sjeverne zemljopisne širine i 17° 39' 36" istočne zemljopisne dužine, kod nacionalnog parka Dunav – Drava, 1 km zapadno od rijeke Drave i granice s Republikom Hrvatskom. 1 je km udaljen od granice s Baranjskom županijom.
Novo Selo je 2,5 km sjeverozapadno, Potonja je 5 km sjeverno, Lukovišće je 2 km sjeveroistočno, Fokrta je 7 km istočno-sjeveroistočno, Bogdašin je 9 km istočno, Martince su 3 km, a Križevce 8 km jugoistočno.
Najbliža naselja u Hrvatskoj su Detkovac i Vaška.

## Upravna organizacija
Upravno pripada Barčanskoj mikroregiji u Šomođskoj županiji. Poštanski broj je 7918. U selu djeluje hrvatska državna samouprava u Mađarskoj.
Dio sela je Kranjčevića pustara (Krancsevicza-puszta).

## Povijest
Selo je postojalo prije mongolske invazije, još u doba Arpadovića. 1324. se spominje kao Zenthbarrabás. Ondje je opatija Sv. Jakova (Zseliczszentjakab) imala svoje posjede. 1733. se spominje kao pusta. Selo je ponovno naseljeno 1757. U 19. se stoljeću spominje kao šokačko selo. Nošnje podravskih Hrvata su još uvijek vidljive u selu.
1910. je u Brlobašu živjelo 436 stanovnika. Po metodologiji popisa iz 1910., ondje je živjelo 304 Hrvata, 129 Mađara i 3 Nijemca. 427 je bilo rimokatolika, 5 reformiranih, 2 evangelika te dvoje izraelita.
Danas se planira napraviti privremeni prijelaz Drave trajektom.

## Promet
7 km sjeveroistočno prolazi željeznička pruga Barča – Viljan.

## Stanovništvo
Brlobaš ima 135 stanovnika (2001.). Blizu dvije trećine je Hrvata, 18% je izjašnjenih Roma te nešto više Mađara.

## Vanjske poveznice
- (mađ.) Plan Brlobaša  Arhivirana inačica izvorne stranice od 30. rujna 2007. (Wayback Machine)